# سد استکفونتین
سد استکفونتین (به لاتین: Sterkfontein Dam) یک سد در آفریقای جنوبی است که در ایالت آزاد واقع شده‌است.